# Килија
Килија (укр. Кілія) град је Украјини у Одеској области. Према процени из 2012. у граду је живело 20.755 становника.

## Становништво
Према процени, у граду је 2012. живело 20.755 становника.
| 1979.  | 1989.  | 2001.  | 2012.  |
| ------ | ------ | ------ | ------ |
| 25.055 | 25.754 | 22.594 | 20.755 |